# St. Marien (Uelzen)

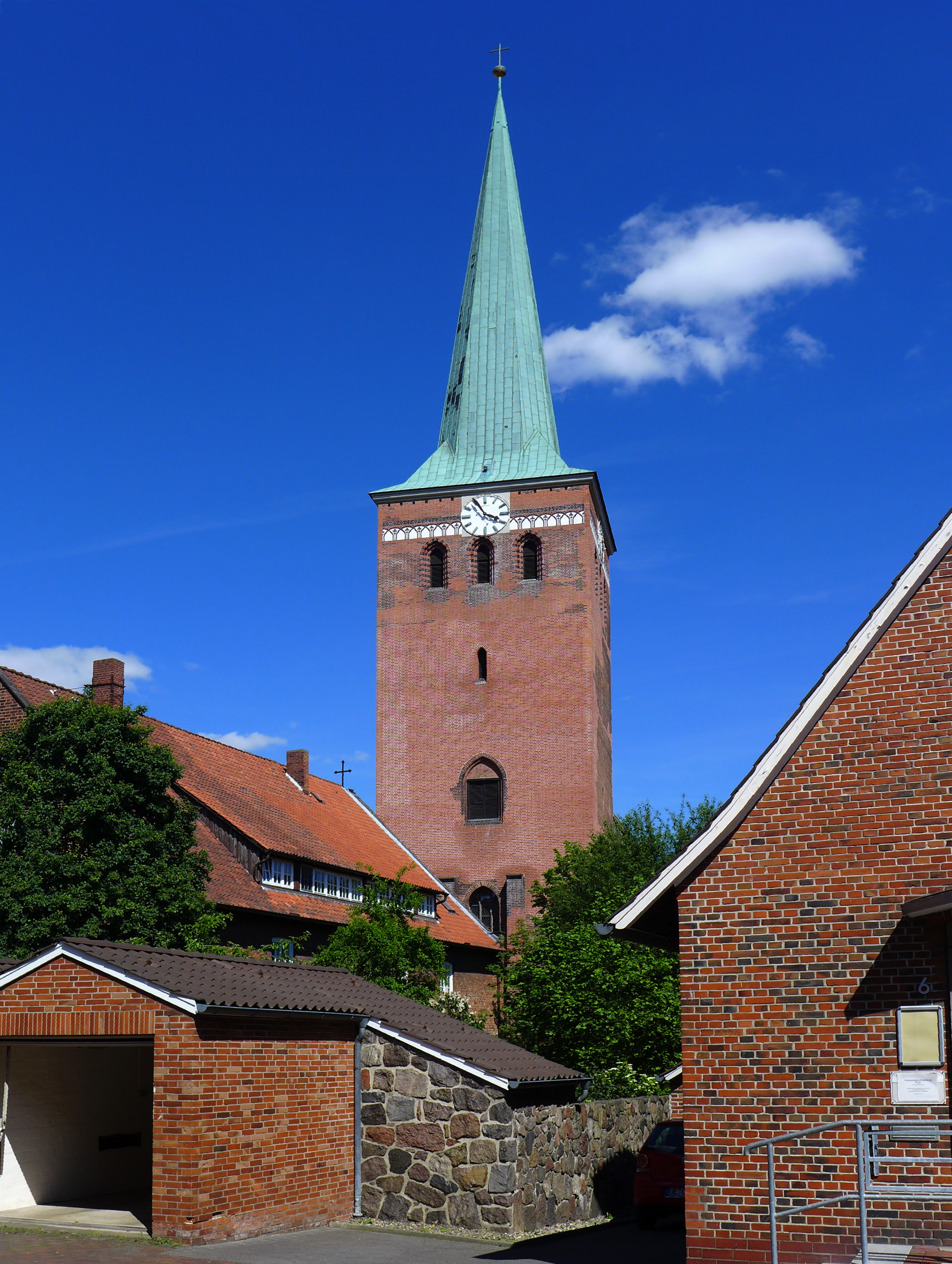
St. Marien-Kirche (2013)

Die gotische St.-Marien-Kirche (auch St. Marien) gehört zur Evangelisch-lutherischen Landeskirche Hannovers und ist eine der ältesten Kirchen im Landkreis Uelzen. Im Kirchenkreis Uelzen ist sie zentraler Mittelpunkt für regionale Gottesdienste und Veranstaltungen. Zur Kirchengemeinde gehören rund 4900 Gemeindeglieder aus der Uelzener Innenstadt und dem Stadtteil Königsberg sowie den Dörfern Hambrock, Halligdorf, Niendorf, Ripdorf und Woltersburg.

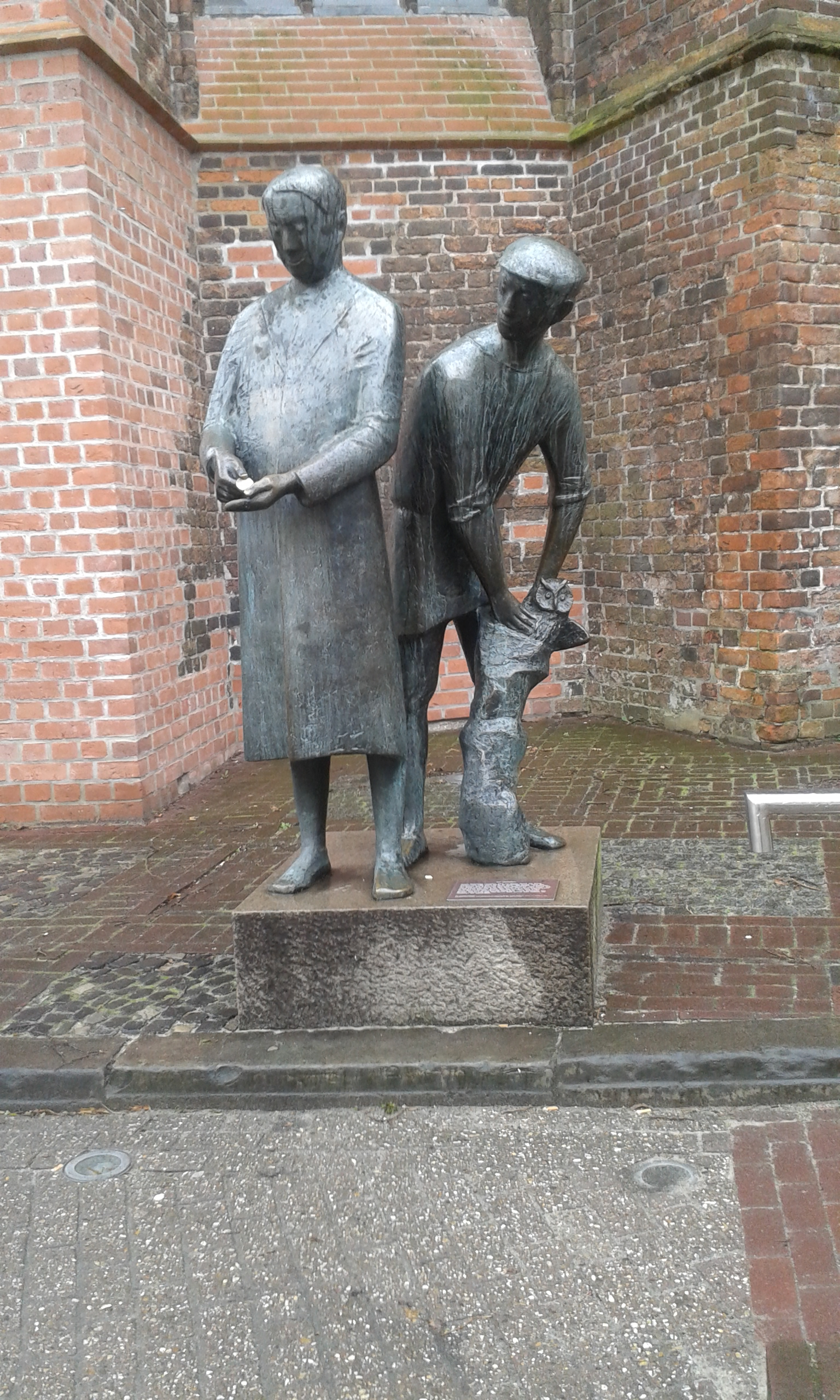
Ulenköperdenkmal

## Lage und Umgebung

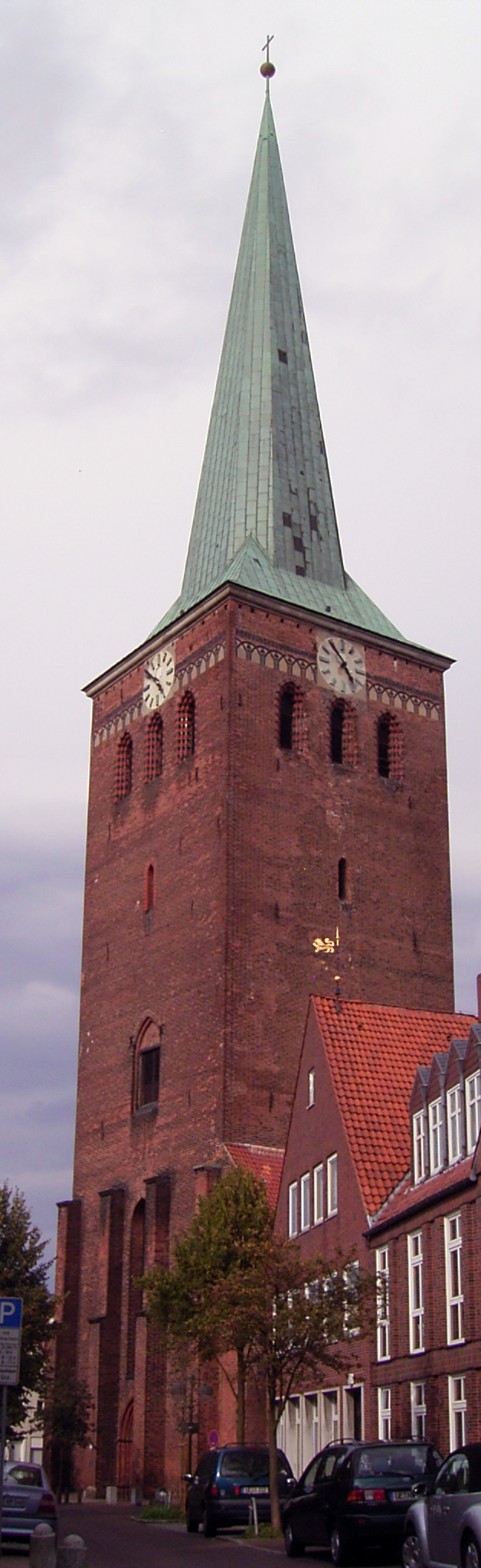
Turm der St.-Marien-Kirche (2007)

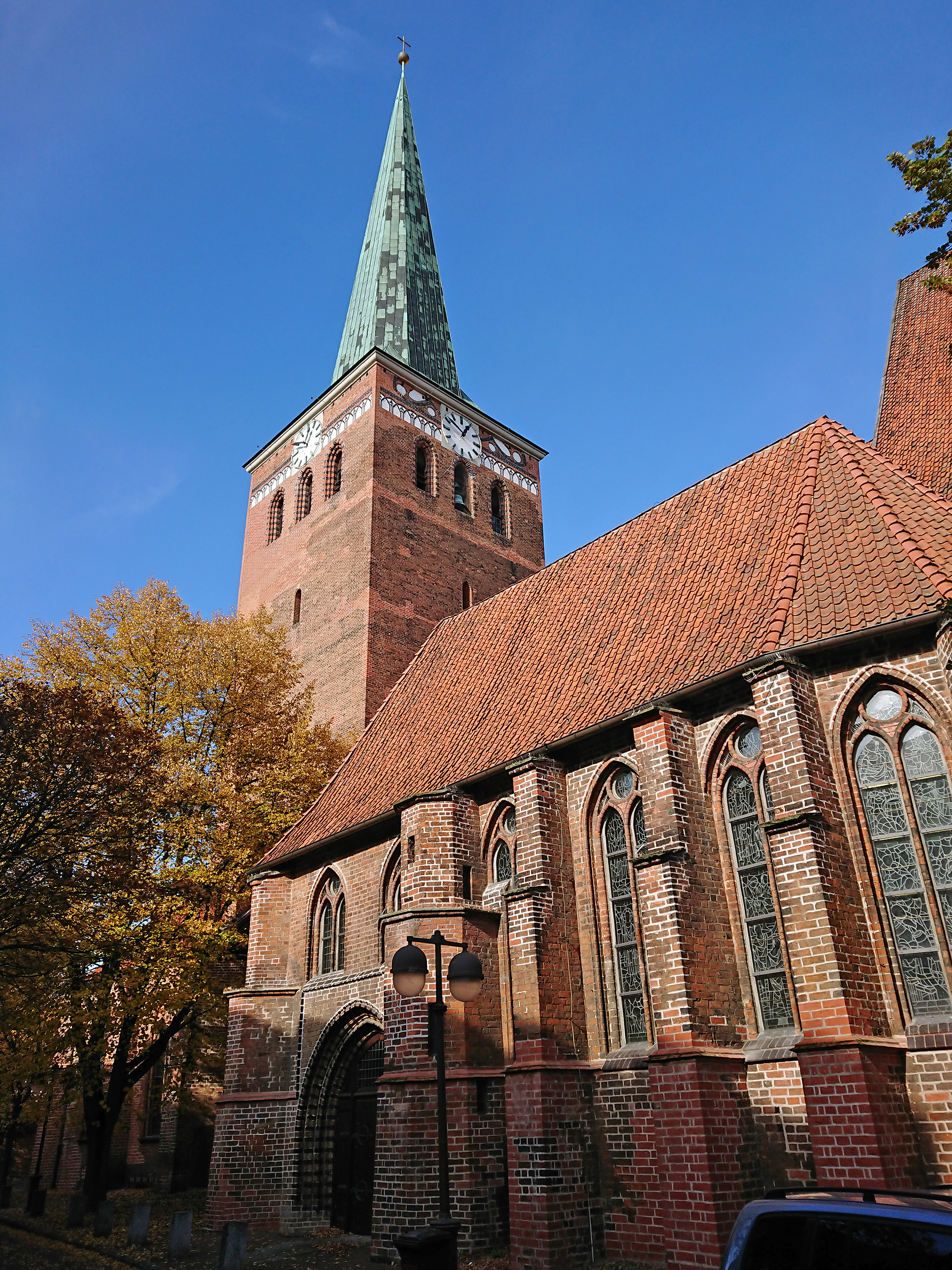
Apostelkapelle, Turm

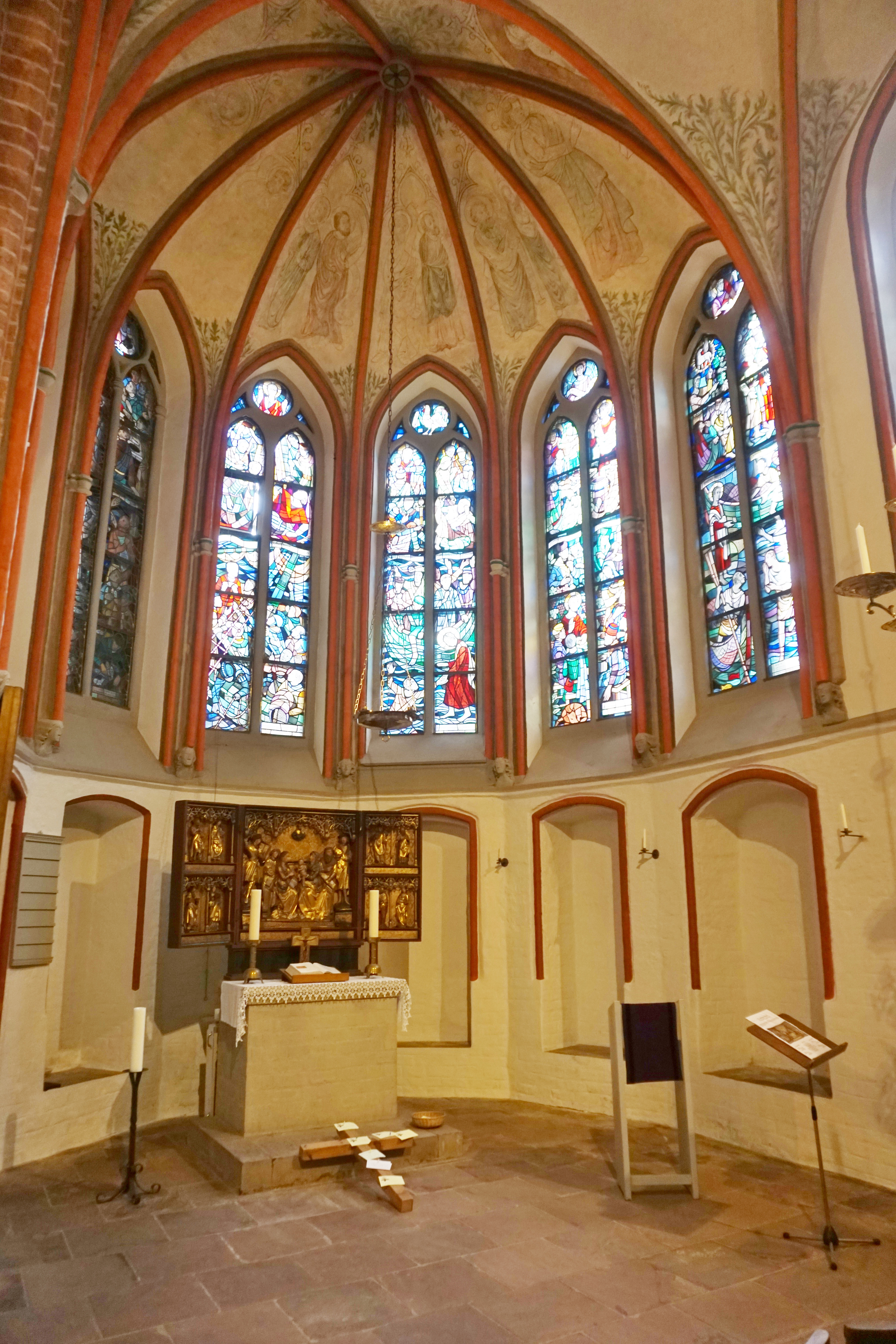
Apostelkapelle mit dem Uelzener Annenaltar

Die St.-Marien-Kirche steht in der Stadtmitte Uelzens an der kleinen Seitenstraße "An der Sankt-Marien-Kirche". Gegenüber der Kirche liegt die Stadtbücherei Uelzen. Vor der Kirche befindet sich ein gepflasterter Kirchplatz, der früher als Stadtfriedhof genutzt wurde, und in naher Umgebung erstreckt sich die Fußgängerzone. Außerdem steht dort das Martin-Luther-Haus, das als Gemeindehaus genutzt wird, gleich neben der Kirche. Vor der Kirche ist das Ulenköperdenkmal zu sehen.

## Architektur
Der im Verhältnis zur Stadtgröße beeindruckende Bau wurde zwischen dem 13. und 14. Jahrhundert im Stil der norddeutschen Backsteingotik gebaut. Der genaue Baubeginn ist unbekannt. Die dreischiffige gotische Hallenkirche wurde im Jahre 1292 von dem Bischof von Verden geweiht und noch im selben Jahr zur Pfarrkirche erhoben. Gegenüber der Eingangstür erhebt sich der gotische Backsteingiebel der Propstei. Dieser stammt aus der ersten Hälfte des 15. Jahrhunderts.

### Konstruktion
Die Kirche wurde mit einem Holzgestell errichtet, um das eine Backsteinfassade errichtet wurde, sowie im Inneren der Kirche Backsteinsäulen. Anfangs existierte nur der niedrige Mittelteil des Langhauses als dreischiffige gotische Hallenkirche. Es wird vermutet, dass die hohen Gewölbe des Mittelschiffs einer Bauperiode noch vor 1300 angehörten. Im Laufe der Zeit wurde die Kirche immer weiter angehoben, damit Uelzener Bürger auf dem Friedhof, der sich um die Kirche herum befand, beerdigt werden konnten. Ursprünglich konnte man durch zwei Stufen aufwärts die Kirche betreten, heute sind es fünf Stufen abwärts.

### Kirchturm
Die Kirche besitzt einen 86 Meter hohen, quadratischen, wenig gegliederten Kirchturm, der erst nach der Vollendung des Hohen Chors gebaut wurde. Der Turm erhielt 1671 bis 1680 nach dem ersten großen Stadtbrand, bei dem auch ein Teil der Kirche sowie deren Bibliothek mit wichtigen Dokumenten ausbrannte, ein barockes Aussehen. Die Turmspitze brannte beim zweiten großen Stadtbrand 1945 ab und wurde 1954 neu errichtet. Der gemauerte Teil und der Knickhelm sind jeweils 42 Meter hoch, so dass der Kirchturm anders als Türme mit kleinerer Spitze schmal wirkt. Die Treppe zur Turmspitze ist sehr eng und die 196 Treppenstufen sind klein. 

### Dachstuhl
Über eine Seitentür des ersten Abschnittes des Turmes gelangt man zu den gotischen Kirchengewölben der Kirche. Hierbei sieht man die Mauerungen und Fischgrätenmuster, die freihändig und ohne vorherige Schalung entstanden sind. Über eine Leiter, die sich weiter oben in dem Turm befindet, kommt man zu dem Dachstuhl. Dieser kann jedoch nur bei gutem Wetter besichtigt werden. Der Dachstuhl besteht komplett aus Holz und ist frei zugänglich.

### Apostelkapelle
Zum Gedächtnis an die vielen Toten der Pestepidemie von 1350 stiftete Propst Hermann Nigebuhr an der Südseite der Kirche die 1357 geweihte Apostelkapelle. Durch die zierlichen Formen und die farbige mittelalterliche Ausmalung steht die Apostelkapelle in Kontrast zur Hauptkirche. Die Apostelkapelle ist zudem Begräbnisstätte der Familie Ellendorf und wird deshalb häufig Ellendorfkapelle genannt.

### Dreikönigskapelle
Nach dem Anbau der Apostelkapelle erfolgte fast ein Jahrhundert später die Angliederung der Dreikönigskapelle an der Südseite des Turms. 1430 wurde dieser Anbau fertiggestellt und ist dient heute als Platz für Morgenandachten.

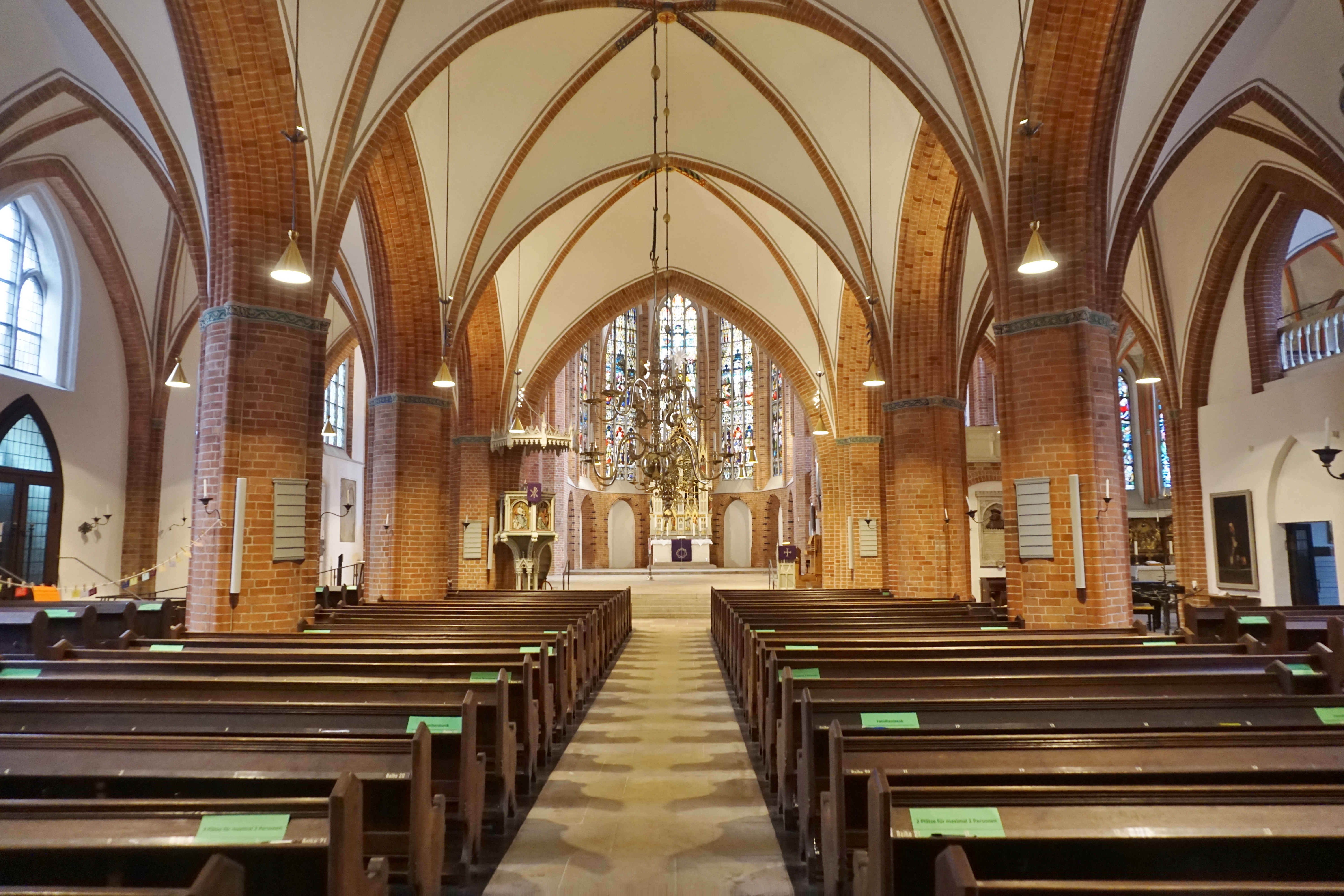
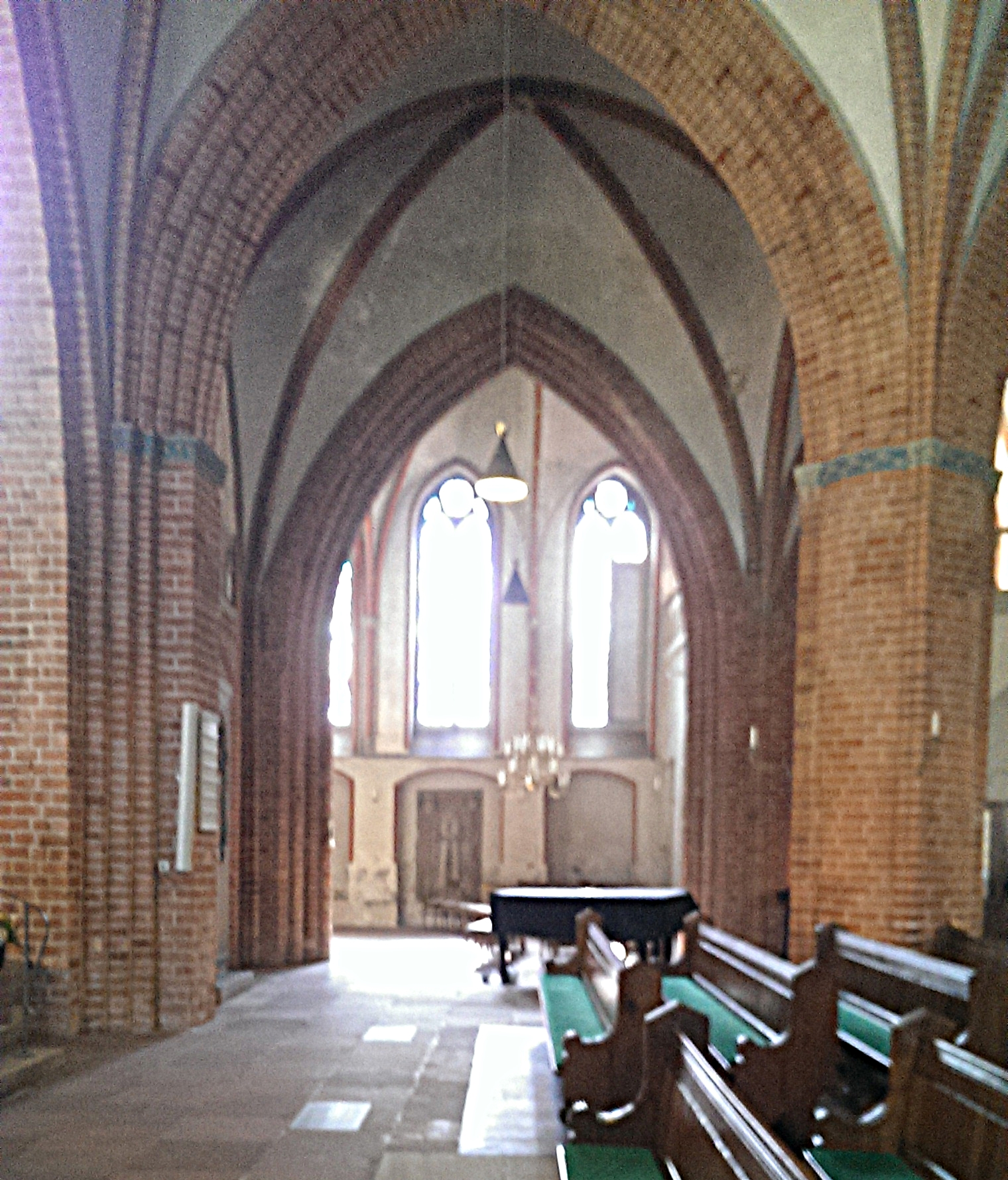
Architektur, Bögen im Innern der Kirche
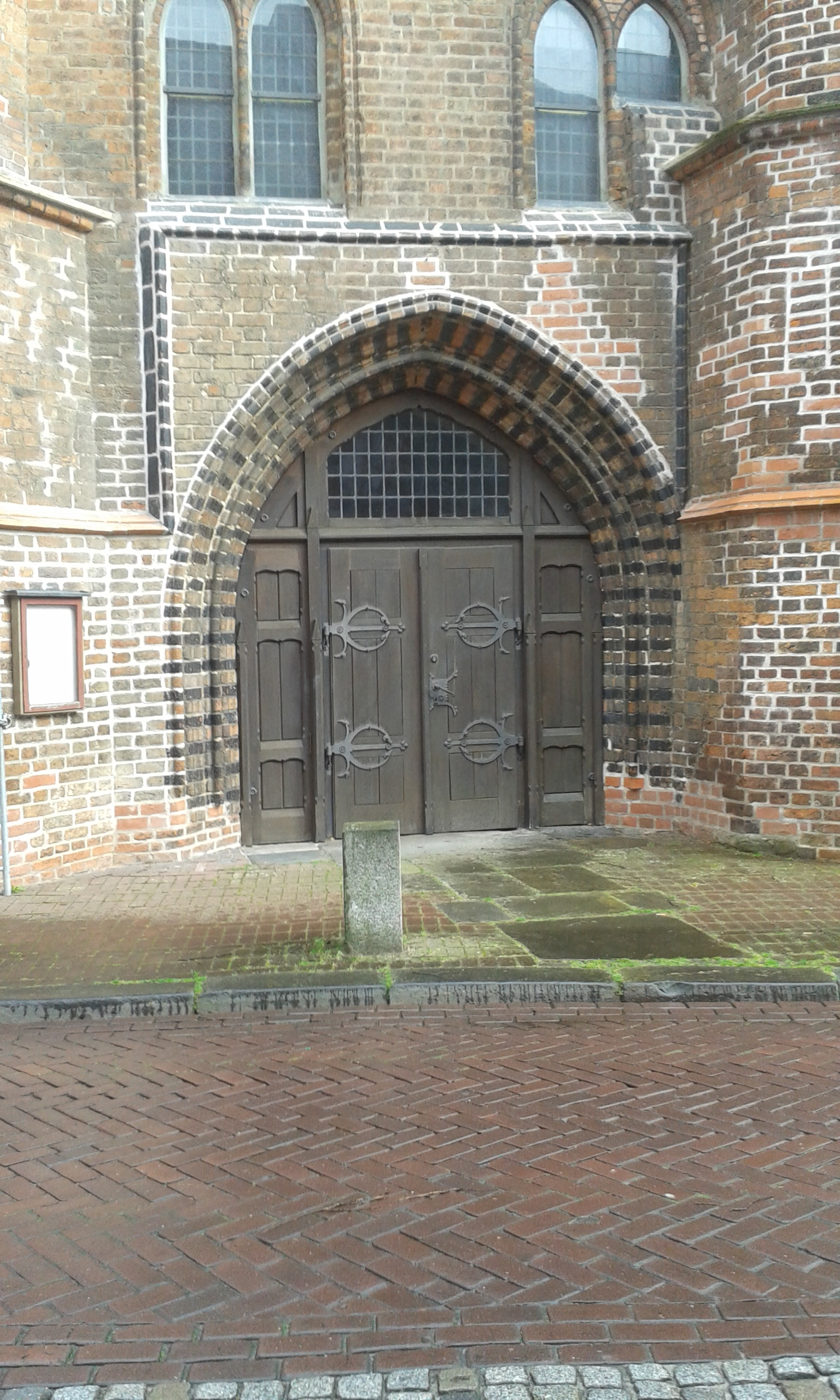
Eingangstür der St.-Marien-Kirche
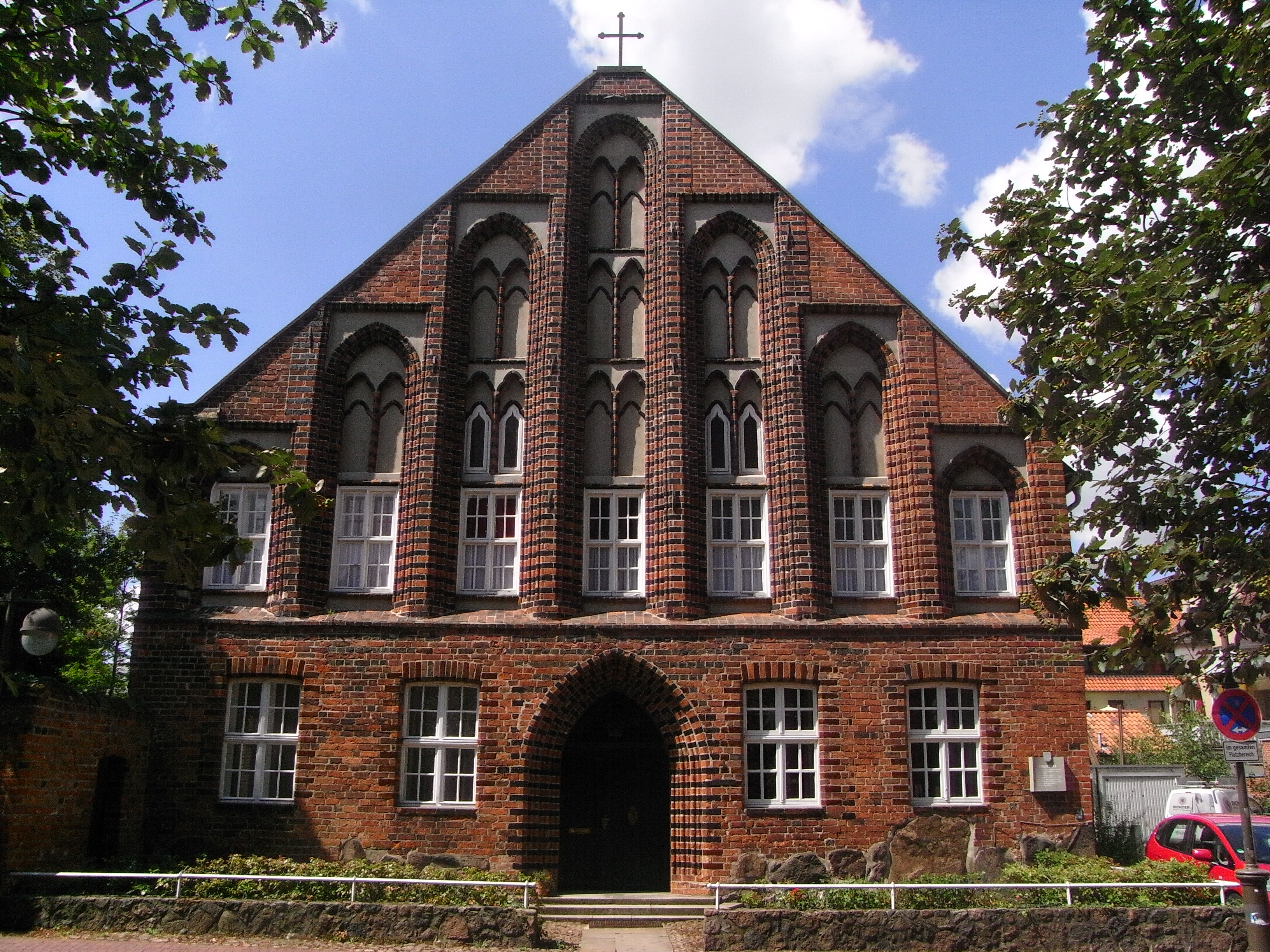
Propstei

## Ausstattung

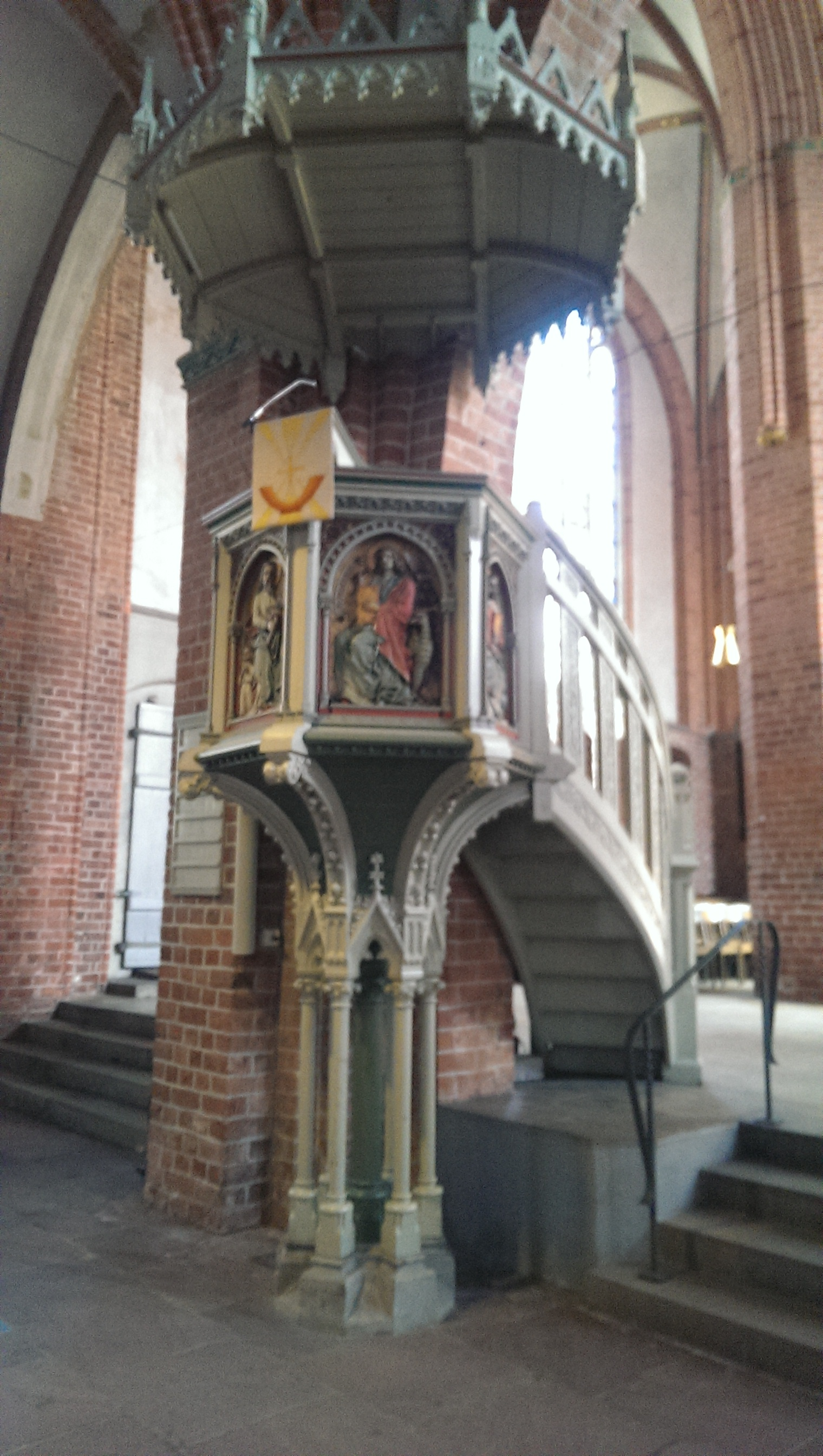
Die Kanzel aus dem Jahre 1900

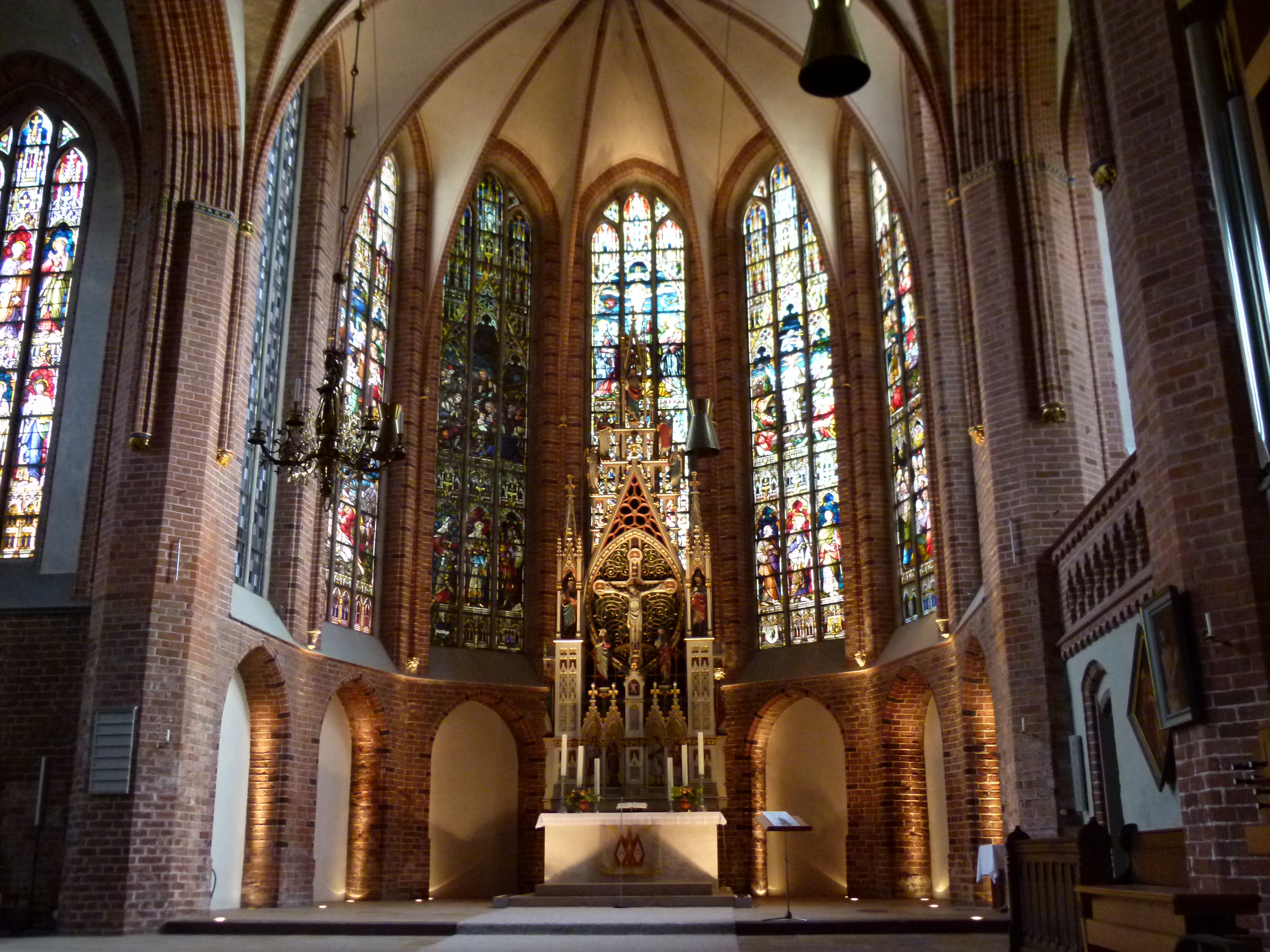
Hoher Chor

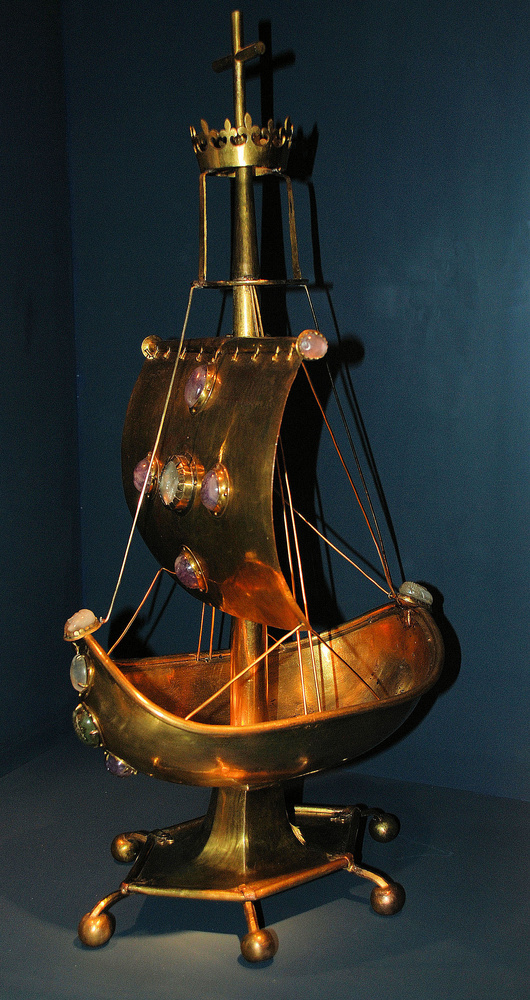
Das „Goldene Schiff“

### Kanzel
Die Kanzel neugotischen Stils stammt aus dem Jahre 1900. Sie entstand, genauso wie der Hauptaltar, durch Conrad Wilhelm Hase. Sie befindet sich vor dem Hohen Chor der Kirche.

### Hoher Chor und Krypta
Der Hohe Chor und die Krypta der Kirche wurden 1385 erbaut. Als Vorbild für die Krypta diente die St.-Michaelis-Kirche. Man versuchte, im Hohen Chor die Hallenkrypta der St.-Michaelis-Kirche in Form einer kleinen Gruftkrypta nachzuahmen. Ebenfalls übernahm man aus der Choranlage der Lüneburger St.-Johannis-Kirche ein sich über der südlich angeordneten Sakristei zum Hohen Chor öffnendes Obergeschoss mitsamt den sich gegenüber liegenden Achteckpfeilern. Am Außenbau befanden sich die Blendfenster. Unter Verzicht auf die Krypta-Anlage ist die Chordisposition dann in zeitlicher Nähe mitsamt den Achteckpfeilern des Uelzener Hallenchors in Salzwedel für die Planung einer dortigen Kirche verwendet worden. Im Hohen Chor befindet sich der große Altar. Besonders auffällig sind hier die hohen Buntglasfenster, die rund um den Hohen Chor gehen. Kurz vor dem Chor befindet sich die Kanzel, und im Hohen Chor steht die kleine Chororgel. Oft finden hier die Gottesdienste, Trauungen und sonstige Feiern statt.

### Kunstschätze

#### Malereien
Die Malereien im Chorgewölbe, die 1962 freigelegt und restauriert wurden, zeigen die zwölf Apostel, einen Gnadenstuhl und den thronenden Christus. Die farbigen Glasfenster stellen ebenfalls Szenen aus dem Leben der Apostel dar und wurden von Renate Strasser (1924–2012) entworfen.

#### Das „Goldene Schiff“
In einer Wandnische im Eingangsbereich steht das „Goldene Schiff“, das als Wahrzeichen der Stadt Uelzen gilt. Es wurde wahrscheinlich zur Zeit der Hanse nach Uelzen gebracht. Herkunft, Alter und einstige Verwendung sind nicht geklärt. Angeblich stellt das Goldene Schiff einen mittelalterlichen Tafelaufsatz dar und ist vermutlich ein Geschenk englischer Kaufleute. Wiederum wird behauptet, dass das Hansekontor des Stahlhofes 1598 von der britischen Königin Elisabeth I. geschlossen wurde und daraufhin der Sohn eines einstigen Bürgermeisters Uelzen den Tafelaufsatz mit in die Stadt brachte. Wahrscheinlich handelt es sich um ein ehemaliges Reliquiar. Heute befindet es sich in einer Mauernische neben der Turmhalle der Kirche. Ein Duplikat dieses Schiffes steht im Rathaus von Uelzen.

#### Der Annenaltar

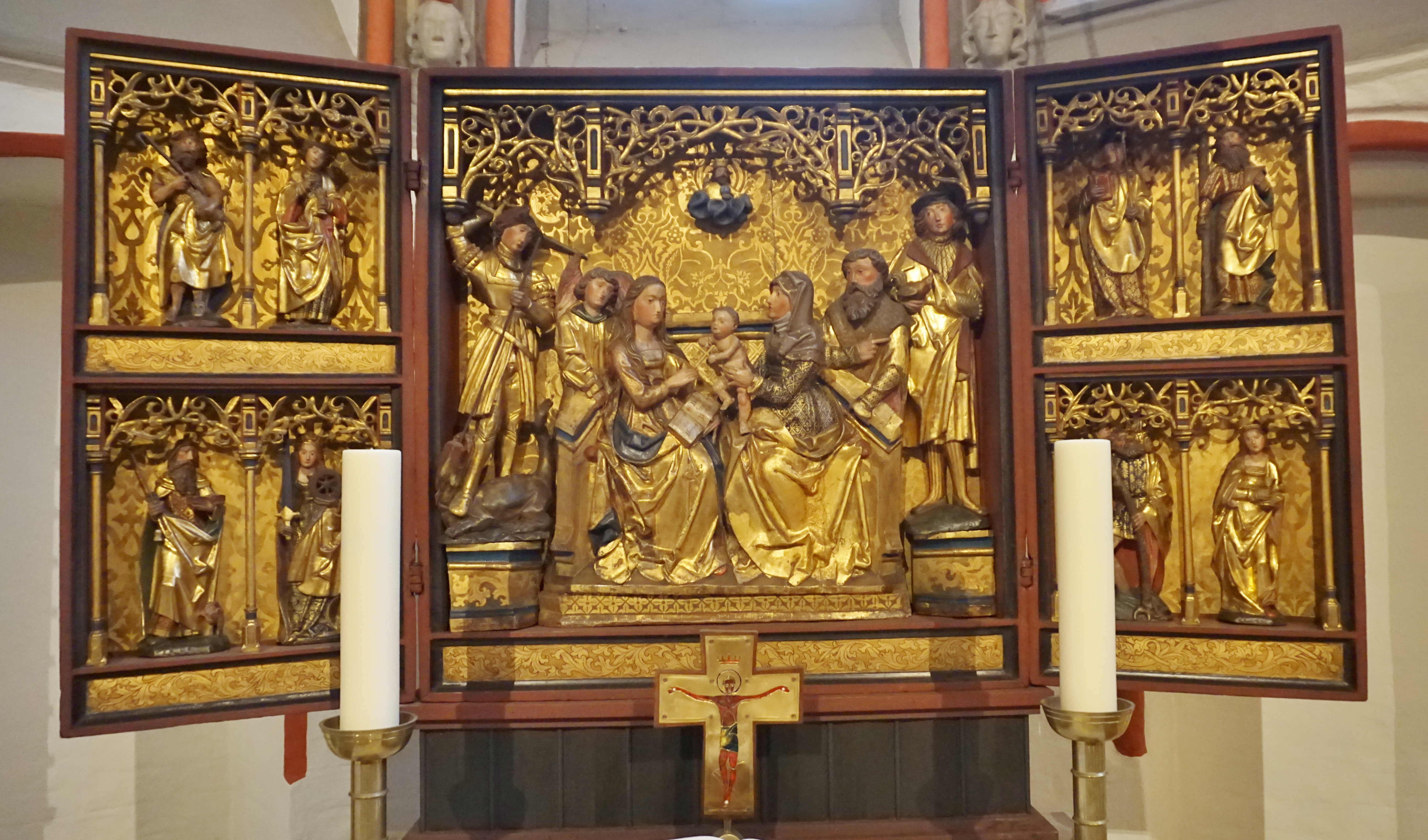
Uelzener Annenaltar aus dem Jahre 1506

Der Uelzener Annenaltar ist eine Lüneburger Schnitzarbeit gotischen Stils
und wurde ursprünglich für die Uelzener St.-Viti-Kapelle angefertigt. Erst seit 1949 steht der Altar, der 1506 geschaffen wurde, in der Apostelkapelle von St. Marien.
Insgesamt soll es zu der Zeit der Reformation in der St.-Marien-Kirche 17 Altäre gegeben haben. Durch Brände und weitere Umstände überdauerten diese Altäre die Zeit allerdings nicht.

#### Marienleuchter
Der Marienleuchter stammt aus dem Jahre 1450. Er besteht aus Gelbguss und stellt eine gotische Doppelmadonna auf der Mondsichel dar und dient, neben den anderen Lampen in der Kirche, zur Beleuchtung. Er befindet sich in der Nähe der Kanzel, mittig in der Halle ausgerichtet.

### Orgeln

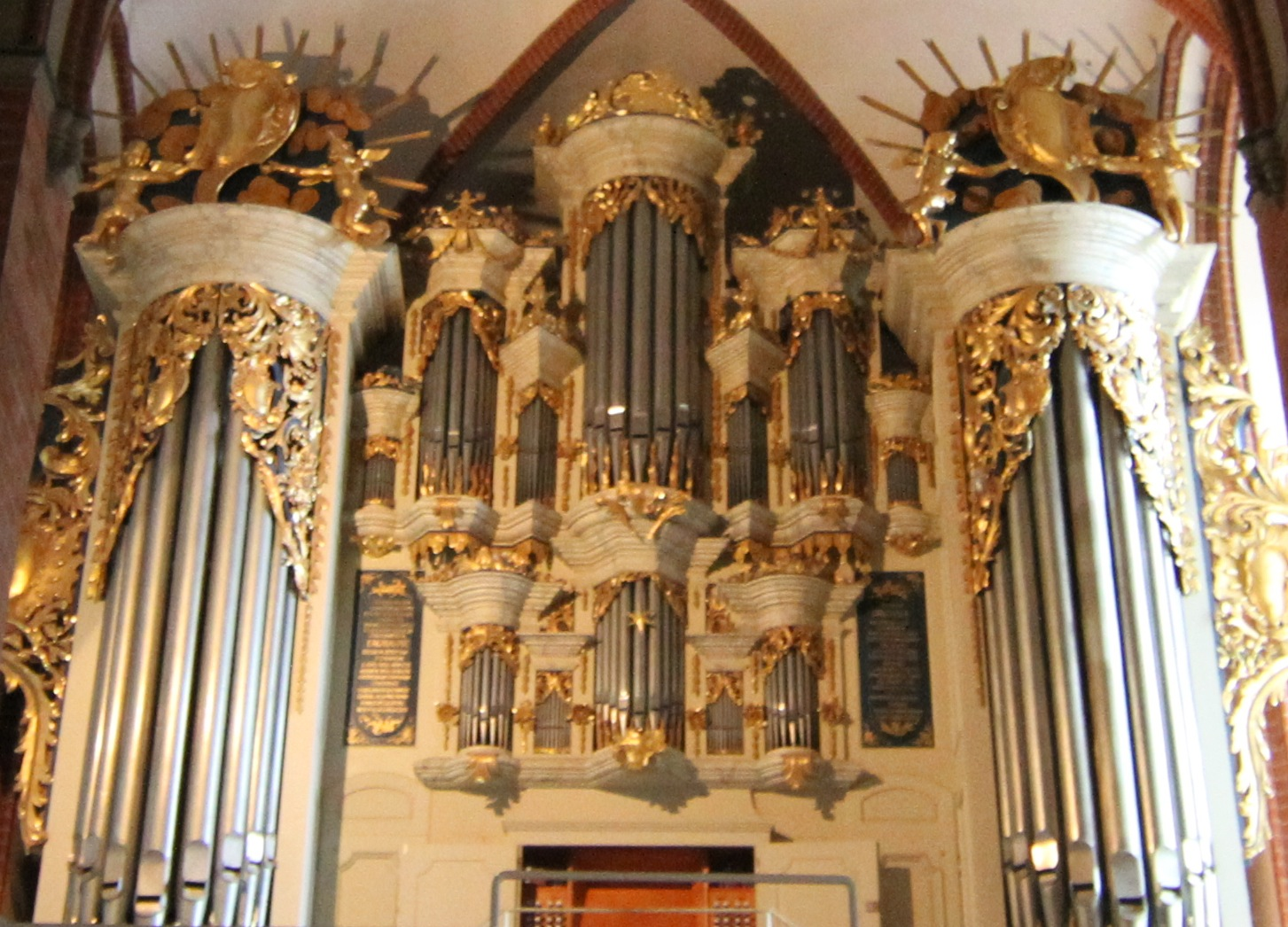
Hauptorgel-Prospekt

Die Orgel umfasst 53 Register und ist damit die größte Orgel der Lüneburger Heide. Sie befindet sich über dem Eingang zum Mittelschiff an der Westseite der Kirche und wurde am ersten Advent 2001 nach einigen Sanierungen wieder in Betrieb genommen. Insgesamt wurde die Orgel zwei Mal umgestellt und baulich verändert. Die Gründe für die Versetzung des Instrumentes waren der Platzbedarf für die großen oratorischen Aufführungen und der Bau der Seitenemporen im Mittelschiff. 1951 bis 1954 wurde die Orgel „barockisiert“, was gravierende Veränderungen am Pfeifenwerk zur Folge hatte. Ursprünglich stammen die Orgel und der Orgelprospekt von Johann Georg Stein aus dem Jahre 1756; der Orgelprospekt ist Steins größter erhaltener Orgelprospekt. 1960 bis 1966 baute eine Orgelbauwerkstatt aus Berlin eine neue dreimanualige Orgel mit 40 Registern. Die klangliche Konzeption orientierte sich an den Vorbildern norddeutscher barocker Orgelbauer.
1997 wurden entschieden, die Orgel zu restaurieren, da es viele technische Defekte gab und die Orgel nur begrenzte klangliche Möglichkeiten hatte. Die restlichen historischen Teile der Orgel wurden dabei entfernt. Gleichzeitig wurde der Orgelprospekt restauriert und in seinen ursprünglichen Zustand zurückversetzt. Die Restaurierungen beinhalteten die originalen Farbschichten der Marmorierung und die Retuschierung der Fehlstellen. Das mit Blattgold und Silber belegte Schnitzwerk wurde ebenfalls von Farbschichten befreit, freigelegt oder neu vergoldet. Als Vorlage diente die Beschreibung der Stein-Orgel in einer Festschrift aus dem Jahre 1756 und ein Foto von 1885, das die Orgel vermutlich im Originalzustand zeigte.
Der Spieltisch ist mit Kirschbaumholz belegt, die Registerzüge sind aus Nussbaumholz und die von Hand beschrifteten Manubrien aus Porzellan gefertigt. Dem Organisten steht die Setzeranlage mit 256 Kombinationen zur Verfügung und zusätzlich ein Diskettenlaufwerk zum Speichern der Setzer. Insgesamt wurden nur 23 der alten Register übernommen, die anderen 30 wurden neu hinzugesetzt. Durch die Restaurierungen können nun auch neue Elemente in das Konzept mit aufgenommen werden, zum Beispiel die große Setzeranlage. Durch die Restaurierung der Orgel können auf dem Instrument nun alle Stücke der letzten Epochen gespielt werden.
Die Orgelempore wird bei Auslastung aller Kirchenschiffe, zum Beispiel an Heiligabend, für Besucher freigegeben. 
| I Hauptwerk C–c4 |                      |         |
| 01.              | Quintadena           | 16′     |
| 02.              | Principal            | 08′     |
| 03.              | Viola di Gamba       | 08′     |
| 04.              | Rohrflöte            | 08′     |
| 05.              | Oktave               | 04′     |
| 06.              | Spitzflöte           | 04′     |
| 07.              | Nasat                | 02 ⁄3′, |
| 08.              | Groß Sesquialtera II | 0       |
| 09.              | Oktave               | 02′     |
| 10.              | Rauschpfeife II      | 0       |
| 11.              | Mixtur IV            | 0       |
| 12.              | Trompete             | 16′     |
| 13.              | Trompete             | 08′     |

| II Schwellwerk C–c4 (–g4) |                       |         |
| 14.                       | Bordun                | 16′     |
| 15.                       | Geigenprinzipal       | 08′     |
| 16.                       | Gambe                 | 08′     |
| 17.                       | Vox coelestis         | 08′     |
| 18.                       | Doppelflöte           | 08′     |
| 19.                       | Lieblich Gedackt      | 08′     |
| 20.                       | Fugara                | 04′     |
| 21.                       | Traversflöte          | 04′     |
| 22.                       | Piccolo               | 02′     |
| 23.                       | Quintflöte            | 02 ⁄3′  |
| 24.                       | Terzflöte             | 01 3⁄5′ |
| 25.                       | Harmonia aetheria III |         |
| 26.                       | Trompete              | 08′     |
| 27.                       | Oboe                  | 08′     |
|                           | Glockenspiel          |         |

| III Brustpositiv C–c4 |            |         |
| 28.                   | Quintadena | 08′     |
| 29.                   | Gedackt    | 08′     |
| 30.                   | Prinzipal  | 04′     |
| 31.                   | Salicional | 04′     |
| 32.                   | Nachthorn  | 04′     |
| 33.                   | Oktave     | 02′     |
| 34.                   | Quinte     | 01 ⁄3′  |
| 35.                   | Terz       | 01 3⁄5′ |
| 36.                   | Mixtur IV  |         |
| 37.                   | Dulzian    | 16′     |
| 38.                   | Vox humana | 08′     |

| Pedalwerk C–g1 |           |     |
| 39.            | Untersatz | 32′ |
| 40.            | Prinzipal | 16′ |
| 41.            | Violon    | 16′ |
| 42.            | Subbaß    | 16′ |
| 43.            | Oktave    | 08′ |
| 44.            | Cello     | 08′ |
| 45.            | Bordun    | 08′ |
| 46.            | Oktave    | 04′ |
| 47.            | Nachthorn | 02′ |
| 48.            | Mixtur    |     |
| 49.            | Posaune   | 16′ |
| 50.            | Trompete  | 08′ |
| 51.            | Klairon   | 04′ |
| 52.            | Cornett   | 02′ |

- Koppeln
  - Normalkoppeln: II/I, III/I, III/II, I/P, II/P, III/P
  - Sub- und Superoktavkoppeln: II/II (nur Suboktavkoppel), III/I, III/II, III/III; II/II

Manualkoppeln mechanisch und elektrisch,
Oktavkoppeln elektrisch,
Glockenspiel von I, II und III anspielbar,
Stimmung: *440 H, gleichstufig,
Setzer mit 256 Kombinationen,
Diskettenlaufwerk,
Midianschluss.
In der Kirche wurde 1981 eine weitere kleine Orgel von einem Hamburger Orgelbauer erbaut, die bei Hochzeiten, Beerdigungen oder dem Tischabendmahl im Hohen Chor verwendet wird. Das Positiv dieser kleinen Orgel ist mit einigen Handgriffen herauszunehmen, so dass eine Verwendung als Continuo-Instrument möglich ist. Das Instrument hat 8 Register auf einem Manual (Gedackt 8′, Prinzipal 4′, Flöte 4′, Oktave 2′, Quinte 1 1⁄3′, Sesquialter II (nur Diskant)) und Pedal (Subbass 16′, Oktave 4′).

### Glocken
Im Mittelalter besaß der Glockenturm ein Sechsergeläut, das durch Umschmelzungen, Brände und die zwei Weltkriege zerstört wurde. 1949 wurde die Glocke „Maria“ geweiht. Ihr Nachhall soll etwa 80 Sekunden dauern. „Maria“ hat einen Durchmesser von 2,06 Metern und wiegt ungefähr 3500 Kilogramm. Mit diesen Maßen ist die Glocke die größte im Glockenturm der Kirche. Im Jahre wurde die Glocke neu angestrichen und hat das Durchschnittsalter von Stahlglocken weit übertroffen. Das Alter und die großen Rostflecken, die sich immer mehr auf ihr verbreiten, deuten darauf hin, dass sie in den nächsten Jahren ersetzt werden muss, da sonst eine wichtige Glocke im Turm fehlt. Sie trägt die Inschrift „Maria bin ich genannt, ich rufe zu Gott für mein Land, nach Krieg und Not ich neu erstand, es goß mich Meister Weules Hand, Propst und Kirchenvorstand“. „Maria“ wird einzig an Karfreitag zur Sterbestunde Jesu und bei Trauerfeiern für einen verstorbenen Propst geläutet. 
In den 1950er Jahren bekam die Gemeinde die Engelbert-Glocke, genannt „Der Engelbert“, eine besitzerlose Patenglocke, die 1898 in Hemelingen gegossen worden war. Das Geläut der St.-Marien-Kirche vervollständigen die „Königin des Friedens“, eine Stahlgussglocke vom Bochumer Verein im Jahr 1954 und die „Osterglocke“, eine Bronzeglocke von Friedrich Wilhelm Schilling aus Heidelberg, die 1953 dort gegossen wurde. Aus den Jahren 1647 und 1695 stammen die beiden ältesten Glocken der St.-Marien-Kirche. Zwei Uhrschlagglocken, die 1943 wegen des Zweiten Weltkrieges zur Einschmelzung für Kriegszwecke abgeliefert werden mussten, kamen 1948 vom „Glockenfriedhof“ in Hamburg zurück nach Uelzen. Durch diese Versetzung der Glocken konnten sie während des Zweiten Weltkrieges nicht zertrümmert werden. Ein Großteil der Glocken von St. Marien ist aus diesen Gründen erst in den 1950er Jahren gegossen worden.
Zwei Glocken gehören zum Schlagwerk, die zur Stunde und Viertelstunde schlagen. Sie sind mit einem Funksystem zur Kirchturmuhr verbunden. Die fünf anderen bilden das Läutewerk und werden während der Andachten und zu besonderen Anlässen in Schwingung gebracht. Die Kombination der jeweiligen Glocken hat ebenfalls eine Bedeutung. Der Engelbert und die Osterglocke treten etwa beim Taufgottesdienst in Aktion, die Große Uhrschlagglocke und der Engelbert bei einer Trauung. 40 Programmierungen sind deshalb für das ganze Jahr und sämtliche verschiedene Anlässe eingerichtet worden. Die Vibrationen der Glocken sind so stark, dass sie auf das Mauerwerk übergehen. Deshalb und wegen anderer Ursachen entstanden Risse im Mauerwerk, die saniert werden müssen. Weiterhin muss der Stahl-Glockenstuhl für die meisten Glocken durch einen aus Holz ersetzt werden.

## Grabsteine
Die Außenfassade der Kirche schmücken Grabsteine von Bürgermeistern, Pastoren und deren Angehörigen. Auf dem Platz der St.-Marien-Kirche befanden sich früher die Begräbnisstätten, weshalb dort heute die Grabsteine einiger Uelzener an der Außenfassade hängen.

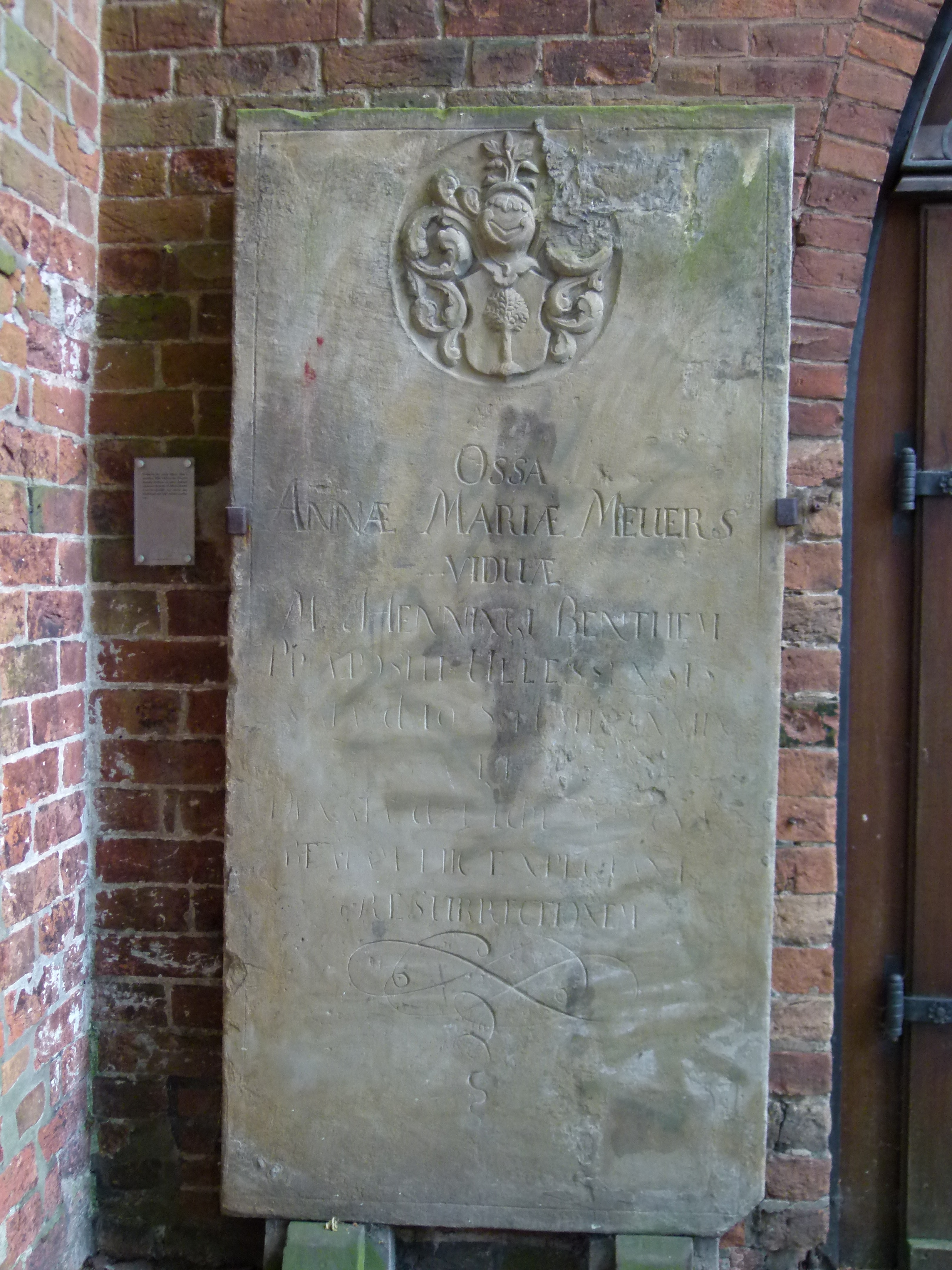
Grabtafel links neben dem Seiteneingang der Kirche
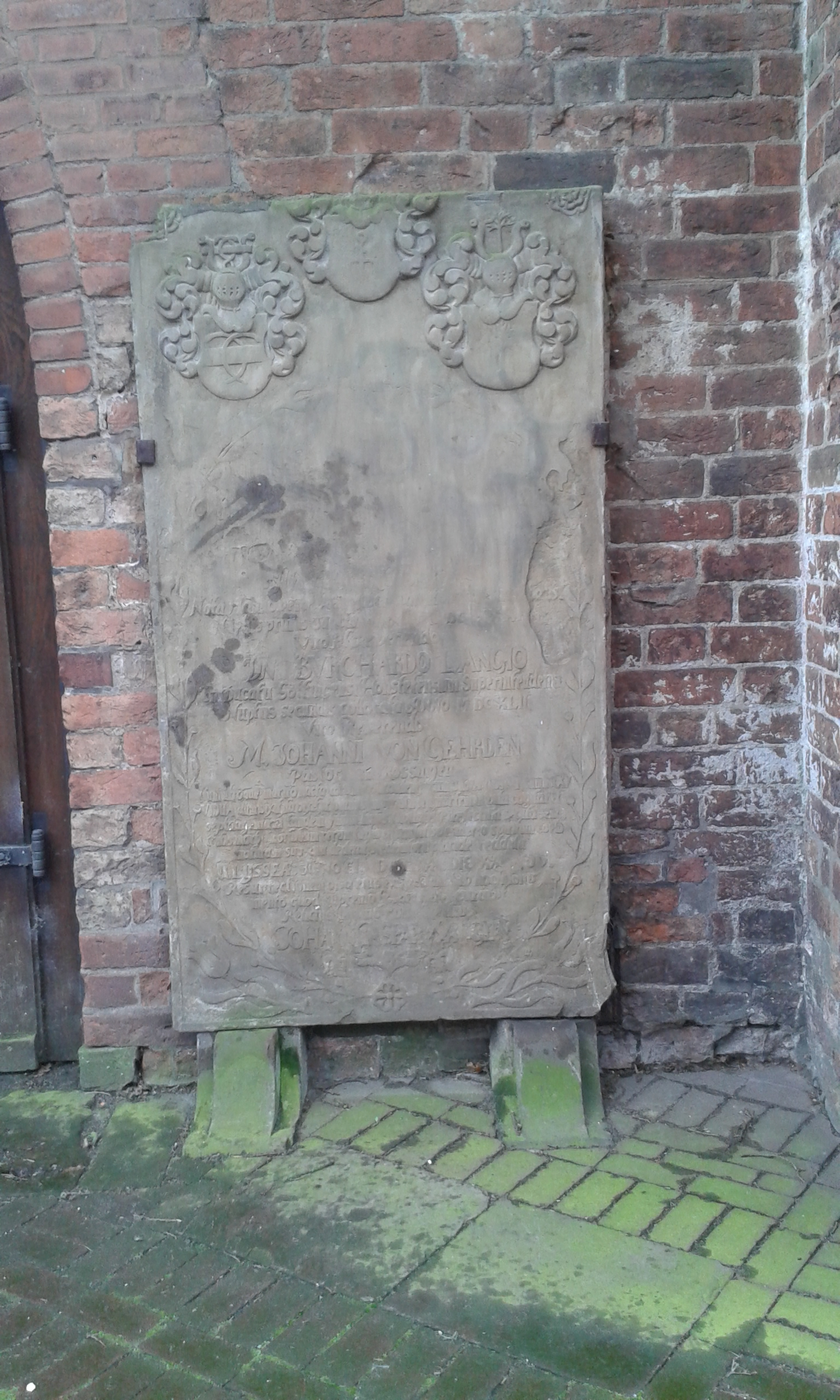
Grabtafel rechts neben dem Seiteneingang
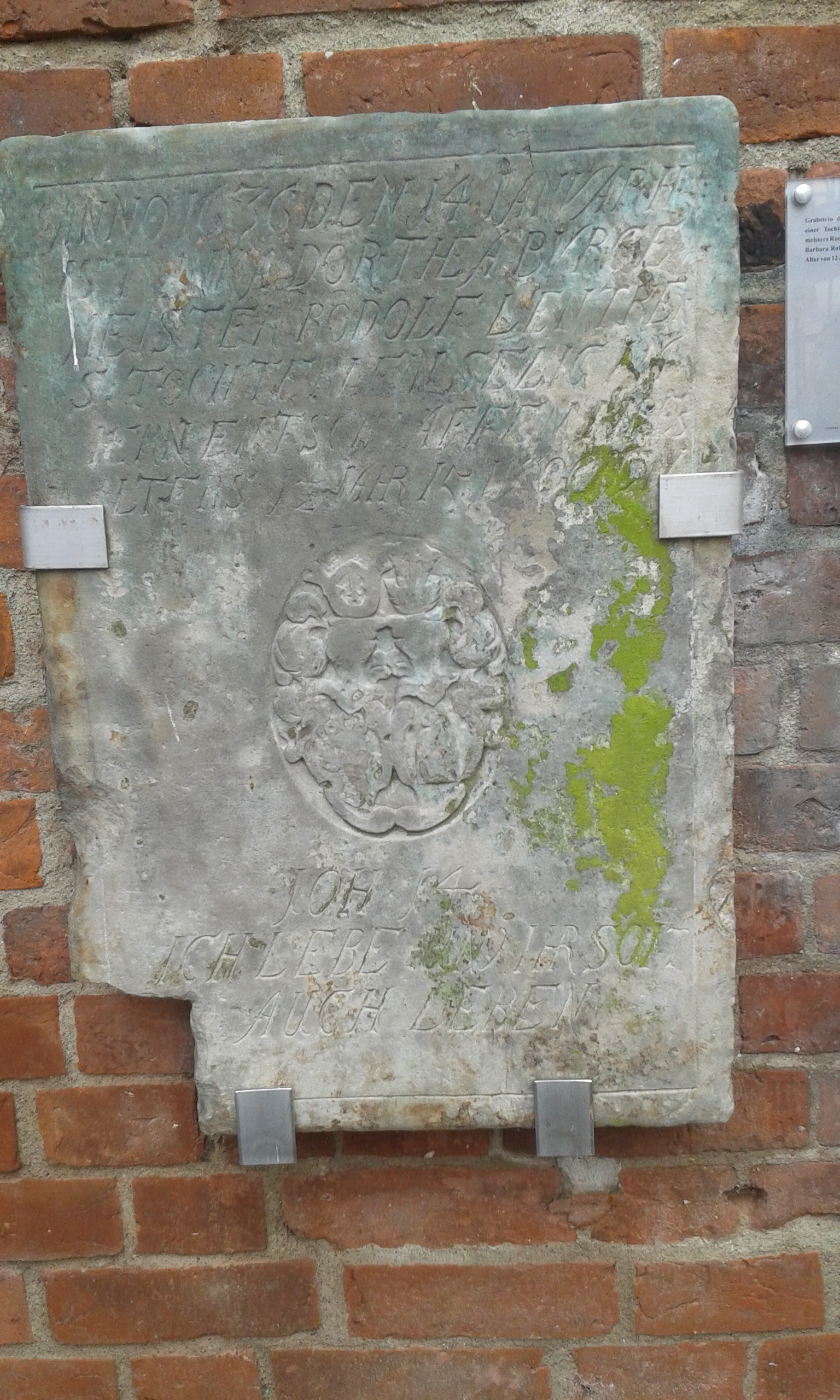
Grabtafel der Tochter des Uelzener Bürgermeisters aus dem Jahre 1636. Sie starb im Alter von 12 Jahren.
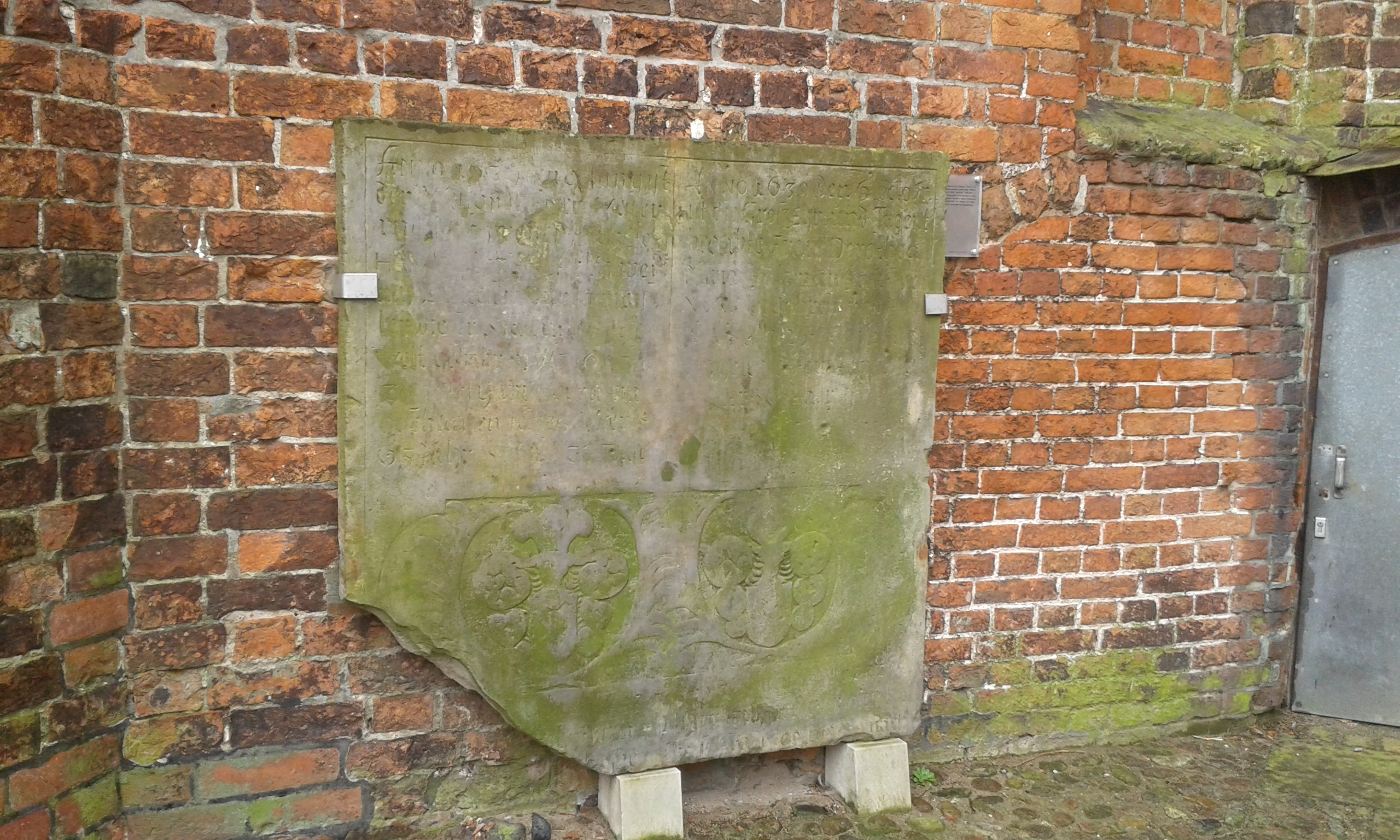
Grabtafel des „Neuen“ Uelzener Bürgermeisters und seiner zweiten Ehefrau
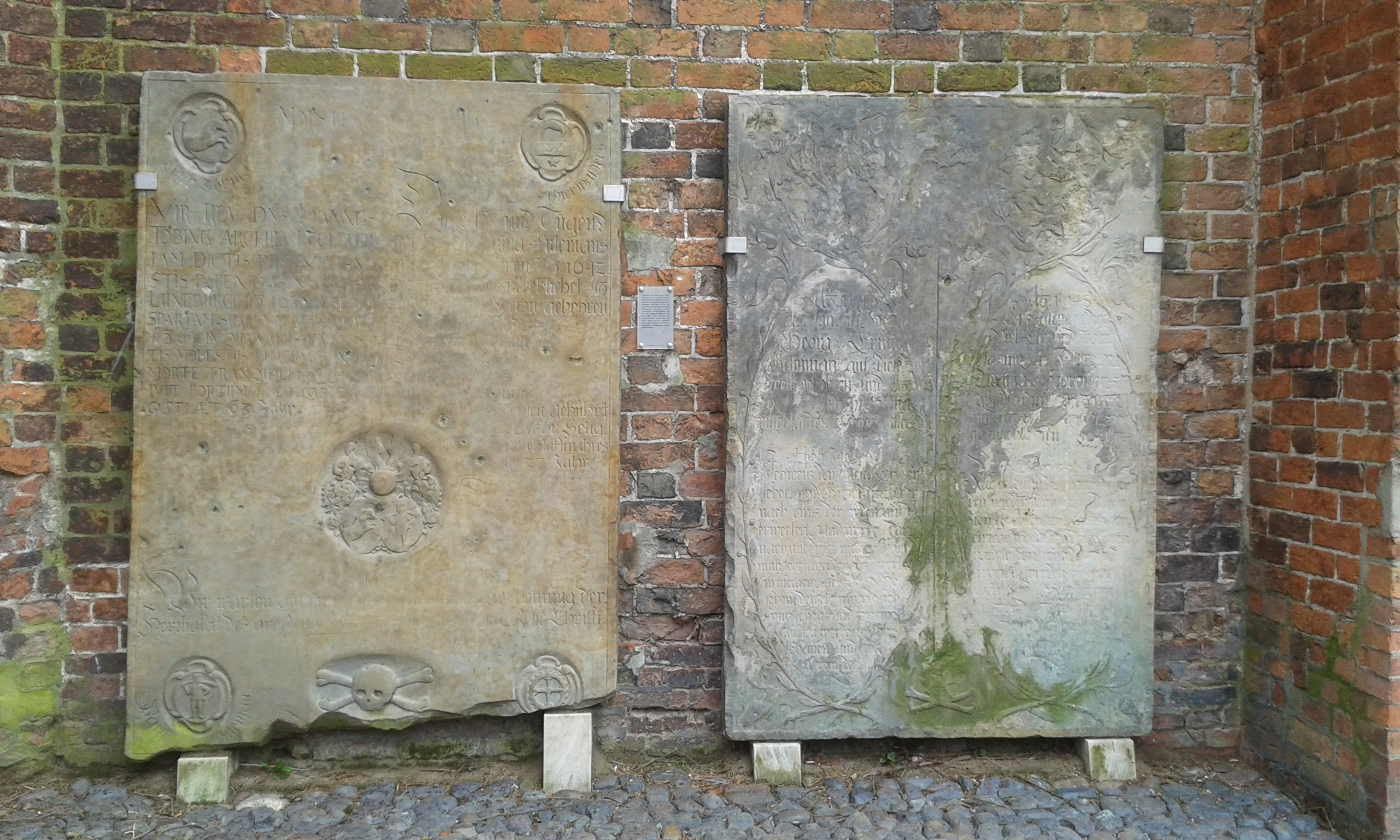
Der Grabstein gehört zu einem Pastor aus dem 17. Jahrhundert und seiner Ehefrau.
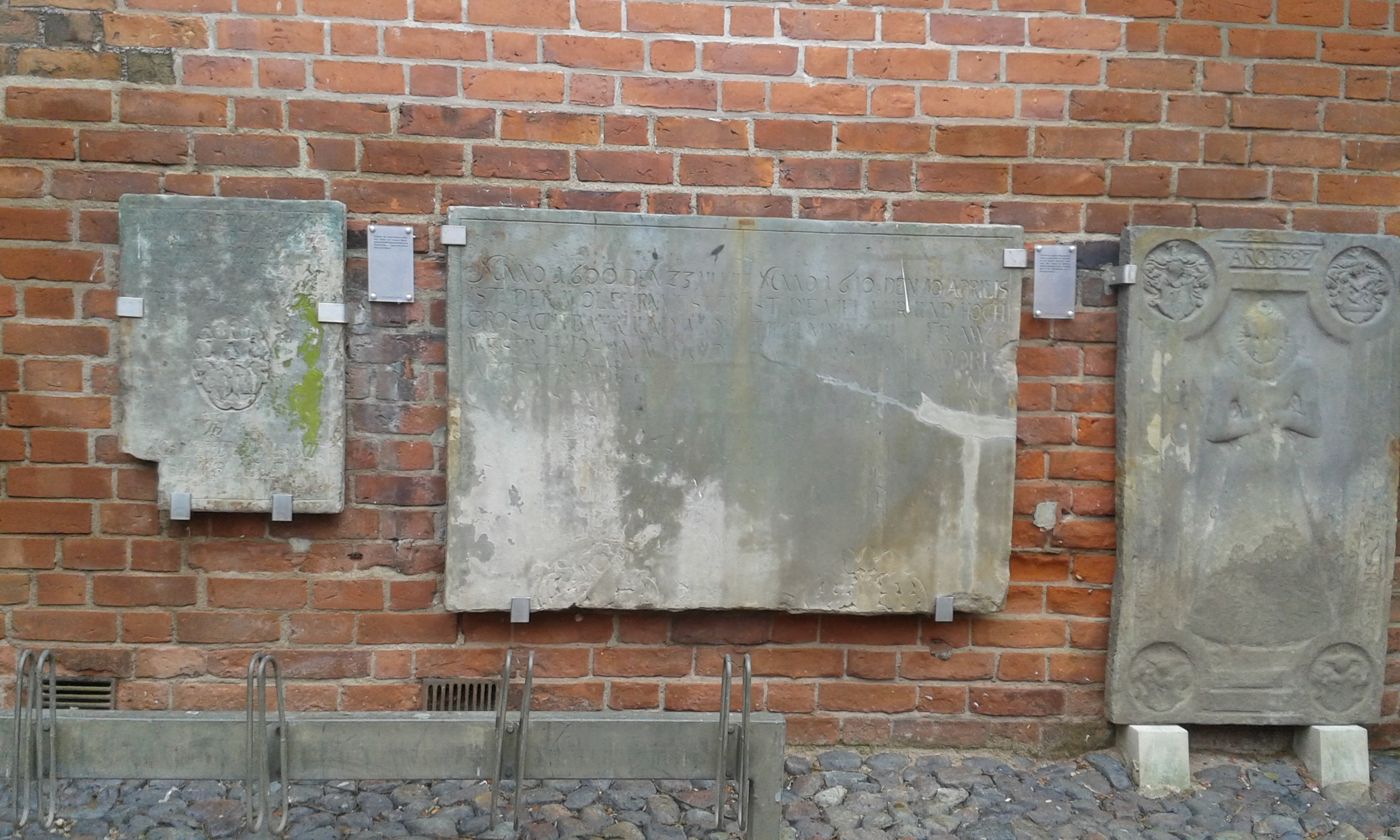
Grabtafel eines Uelzener Bürgermeisters und seiner zweiten Ehefrau (Anfang bis Mitte des 17. Jahrhunderts)
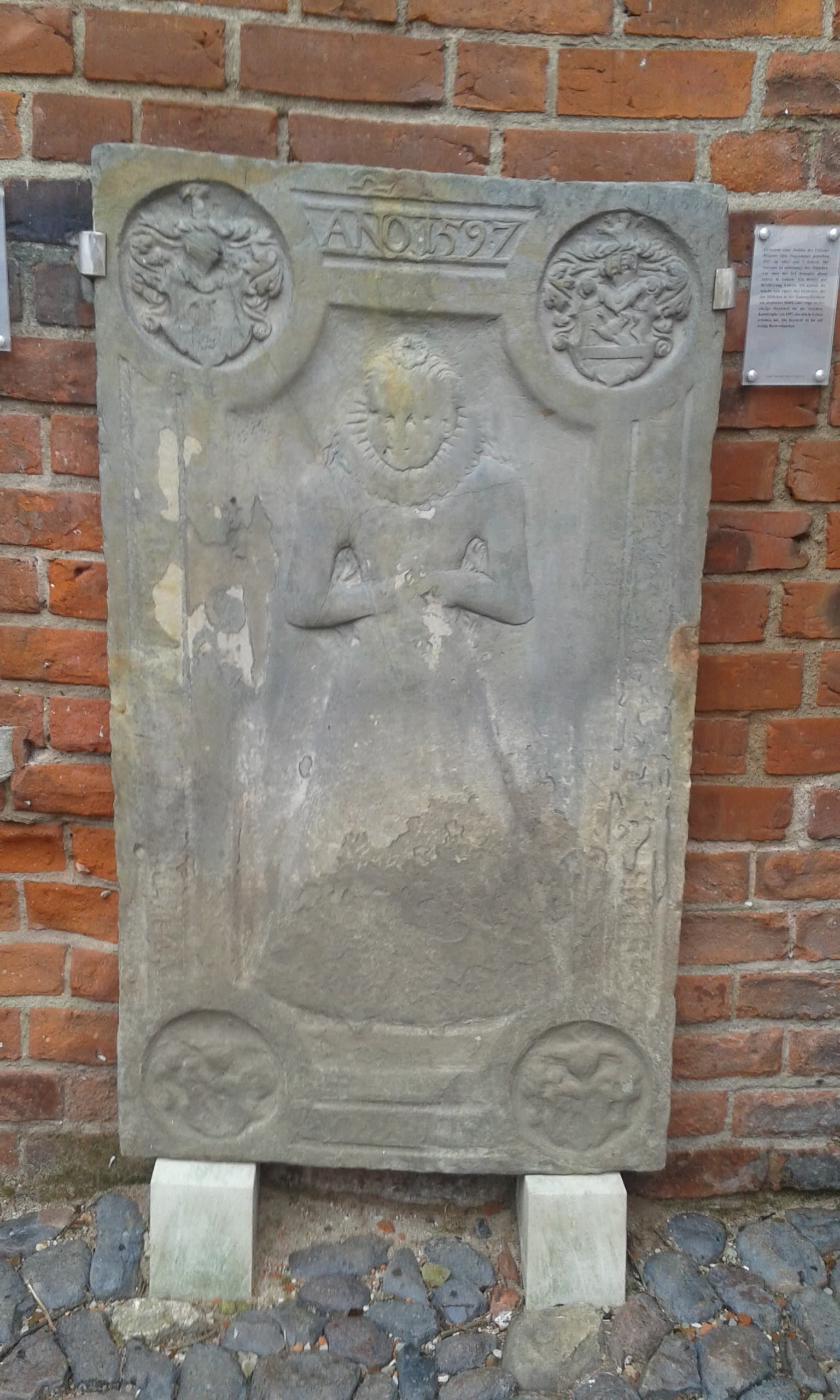
Grabtafel der 7-jährigen Tochter eines Propstes, die 1597 an der Pest verstorben ist

## Aktuelle Nutzung

### Gottesdienste

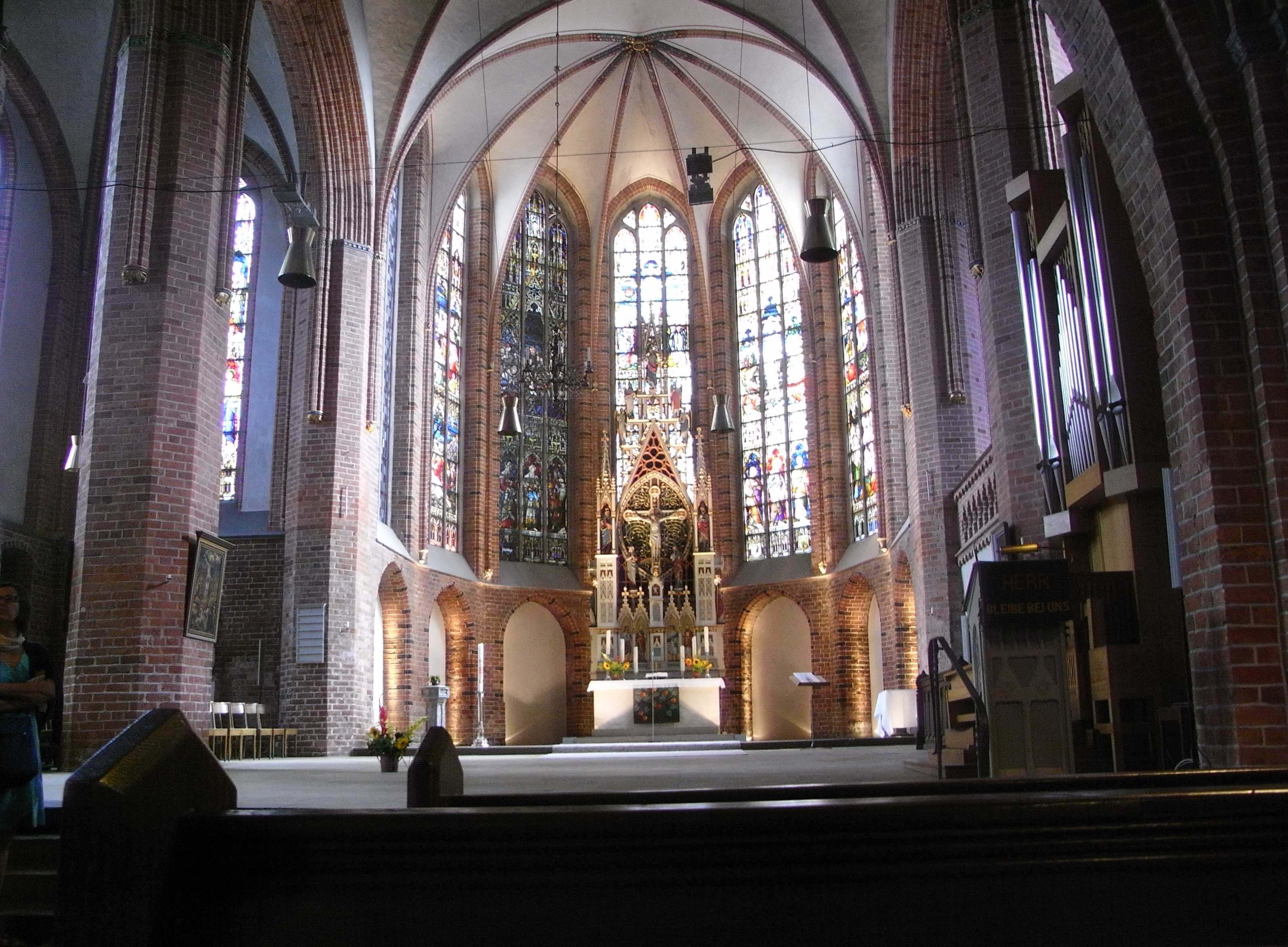
Innenansicht

Die Kirche wird zur regulären Gottesdienstbenutzung am Sonntagmorgen benutzt. Etwa alle zwei Monate findet das „Zweite Programm“ statt, ein alternativer, freierer Gottesdienst. Außerdem wird 14-täglich sonnabends die Kinderkirche angeboten. Des Weiteren werden hier die Gottesdienste zu Einschulungen, Konfirmationen und Abschlüssen gefeiert.

### Veranstaltungen
Regelmäßig werden Chor- und Orgelkonzerte von regionalen und nationalen Künstlern aufgeführt. Des Weiteren kommt es zu Auftritten der Kantorei und des Uelzener Kammerorchesters.

### St.-Marien-Kantorei
Seit über 50 Jahren besteht der übergemeindliche Chor, in dem zur Zeit 85 Sänger singen. In wöchentlichen Chorproben werden zwei bis vier oratorische Werke pro Jahr einstudiert und aufgeführt. Zum Repertoire gehören Stücke etwa von Johannes Brahms oder Johann Sebastian Bach sowie Requien von John Rutter, Maurice Duruflé und Andrew Lloyd Webber. Die Stücke werden bei Gottesdiensten und Konzerten in der St.-Marien-Kirche inszeniert.

### Sonstiges
„Mit der 1. Pfarrstelle (Probstei)“ war seit der Reformation die Superintendentur der Inspektion Uelzen verbunden.
Von Ostern bis Erntedank findet jeden Mittwoch eine 20-minütige Orgelandacht statt.
Auf Anfrage und zu Gemeindefesten sowie zum Tag des offenen Denkmals finden Turmführungen bis zu den Glocken und zum hölzernen Dachgewölbe statt.
Die Fassade musste von 2012 bis 2013 aufgrund von Witterungseinflüssen fast vollständig erneuert werden.
Bei einem schweren Gewitter in der Nacht auf den 7. September 2014 wurde der Kirchturm von einem Blitz getroffen. Infolgedessen wurden die Tontechnik und Außenbeleuchtung der Kirche nahezu vollständig zerstört sowie die Uhr- und Glockenelektrik beschädigt.

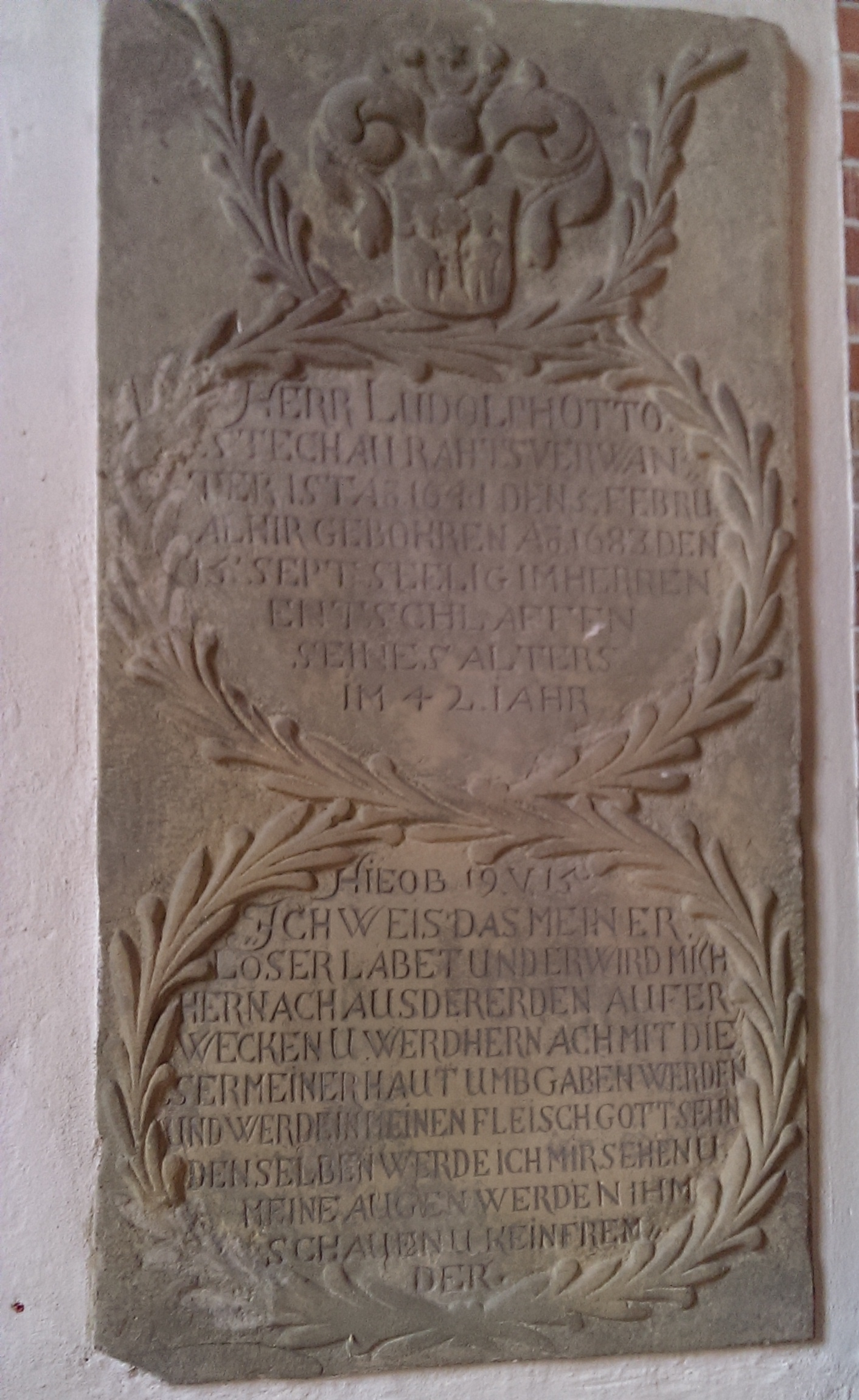
Steintafel in Gedenken an Ludolph Otto
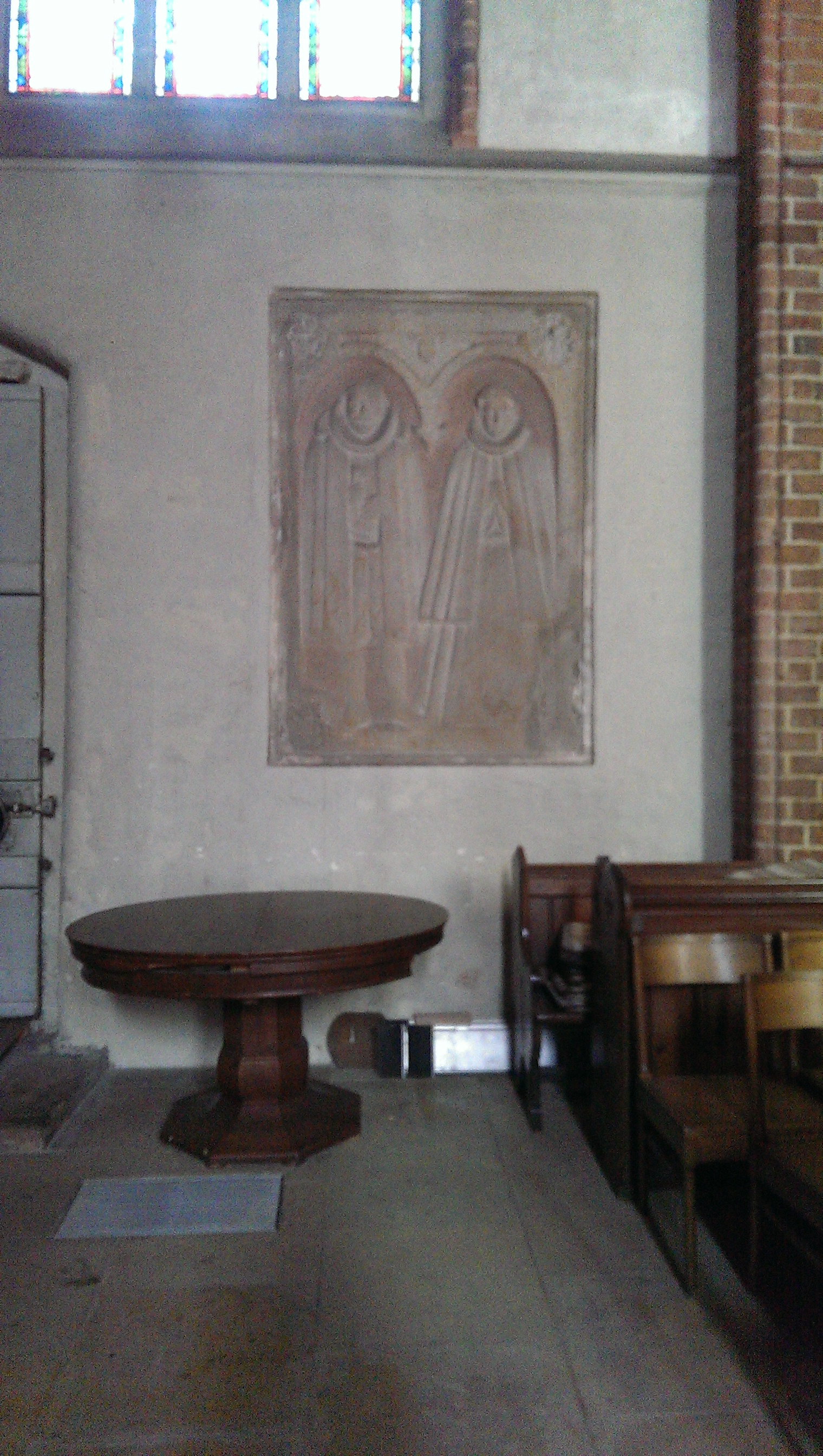
Tafel im Innern der Kirche